# Kloster Aguiar
Das Kloster Aguiar (Santa Maria de Águiar de Riba Coa; Turris Aquilina) ist eine ehemalige Zisterzienserabtei im Kirchspiel (freguesia) Castelo Rodrigo im Distrikt Guarda in Portugal, rund 3 km von Figueira da Castelo Rodrigo. Es zählte zu den kleinsten Niederlassungen des Zisterzienserordens in Portugal.

## Geschichte
Das Kloster wurde im 12. Jahrhundert als Benediktinerkloster gegründet. König Alfons VII. von León soll die Benediktiner durch Zisterzienser aus Kloster Moreruela ersetzt haben. Das Kloster gehörte damit der Filiation der Primarabtei Clairvaux an. Die erste überlieferte Schenkungsurkunde stammt von Fernando II. de León aus dem Jahr 1157. Eine zweite Stiftungsurkunde stammt aus dem Jahr 1174 von Dom Afonso Henriques. Bereits 1182 wurde es von der bischöflichen Jurisdiktion ausgenommen. 1297 kam das Kloster an Portugal und wurde dem Kloster Tarouca unterstellt. 1321 wurde der Wert des Klosters auf 210 Pfund geschätzt. 1589 trat es der Kongregation von Alcobaça bei. 1834 wurde es, wie alle portugiesischen Zisterzienserklöster, aufgelöst. Seit 1932 ist das Kloster als Nationalmonument klassifiziert.
Im Kloster lebte der Chronist der portugiesischen Zisterzienser Frai Bernard do Brito.

## Bauten und Anlage
Die bestehende Anklage stammt aus der Gründungszeit. Vorherrschend sind romanischer und gotischer Baustil. Die Kirche nach dem Plan von Clairvaux II folgt dem bernhardinischen Plan mit dreischiffigem Langhaus zu zwei Jochen, Querhaus und zwei kleinen rechteckigen Apsiden. Die ursprüngliche Spitztonne wurde durch ein Tonnengewölbe ersetzt, das stuckiert und mit Malerei verziert ist. Die Spitztonne im Querhaus ist erhalten. Die Seitenschiffe besitzen ein schweres Kreuzrippengewölbe mit Ripen mit Dreiecksprofil. Das Mauerwerk ist von hervorragender Qualität. Vom Konvent ist der nördlich der Kirche gelegene Osttrakt mit dem gotischen Kapitelsaal erhalten. Der Kreuzgang wurde nach 1834 abgebrochen. Der Gästetrakt wurde 1997 rekonstruiert.